# Lindtjärnen, Hälsingland
Lindtjärnen är en sjö i Ljusdals kommun i Hälsingland och ingår i Ljusnans huvudavrinningsområde. Sjön har en area på 0,284 kvadratkilometer och ligger 258,1 meter över havet.

## Delavrinningsområde
Lindtjärnen ingår i det delavrinningsområde (688056-151467) som SMHI kallar för Utloppet av Klockarsjön. Medelhöjden är 310 meter över havet och ytan är 23,1 kvadratkilometer. Det finns ett avrinningsområde uppströms, och räknas det in blir den ackumulerade arean 43,56 kvadratkilometer. Klockarån som avvattnar avrinningsområdet har biflödesordning 4, vilket innebär att vattnet flödar genom totalt 4 vattendrag innan det når havet efter 157 kilometer. Avrinningsområdet består mestadels av skog (86 procent). Avrinningsområdet har 1,67 kvadratkilometer vattenytor vilket ger det en sjöprocent på 7,2 procent.